# Austrochilus newtoni
Austrochilus newtoni är en spindelart som beskrevs av Norman I. Platnick 1987. Austrochilus newtoni ingår i släktet Austrochilus och familjen Austrochilidae. Inga underarter finns listade.